# Soïzic Pallancher
Soïzic Pallancher (ur. 17 lutego 1974) – francuska judoczka. Startowała w Pucharze Świata w latach 1993, 1995 i 1997-2000. Złota medalistka mistrzostw Europy w drużynie w 1996 i 1998. Wygrała akademickie MŚ w 1996. Wicemistrzyni Francji w 1996, 1998 i 1999 roku.